# Dropsetmetoden
Dropset, från engelskans "drop", är en träningsmetod som används inom styrketräning och bodybuilding. Metoden innebär att den tränande utför övningarna i första setet med någorlunda höga vikter, för att sedan stegvis minska på vikterna ju högre upp i seten han/hon kommer. Detta för att i slutänden kunna träna till "failure", vilket innebär att man pressar ut muskelns sista krafter - något man annars inte hade kunnat göra med för hög belastning. 
Rekommendationerna för dropset är följande: minst 4 set med 4 olika vikter, ingen vila mellan setten.
Dropsetmetoden har fått kritik för att metoden får kroppen att producera mycket mjölksyra. Fastän det kan kännas bra med mjölksyra, eftersom det känns som att man tar ut kroppen, så hämmar mjölksyra till viss del muskeltillväxten.
Ett högre repsantal stimuleras däremot muskeltillväxt, vilket talar gott för metoden. Det finns ingen seriöst bedriven forskning inom ämnet, och därför kan man inte heller konstatera vilken av dessa två faktorer som väger över.